# Hydrelia lucata
Hydrelia lucata är en fjärilsart som beskrevs av Achille Guenée 1857. Hydrelia lucata ingår i släktet Hydrelia och familjen mätare. Inga underarter finns listade i Catalogue of Life.